# Whakapapa (généalogie)
Pour les articles homonymes, voir Whakapapa.
La whakapapa (prononciation : [ˈfakapapa]), ou généalogie, est un principe fondamental qui façonne et ordonne la vision du monde dans la société des Maori de Nouvelle-Zélande.

## Définition
Pour Rāwiri Taonui de la Te Ara Encyclopedia of New Zealand, le mot whakapapa se définit comme « le cadre taxinomique qui relie tous les phénomènes animés et inanimés, connus et inconnus des mondes terrestre et spirituel ». La whakapapa « cartographie les relations humaines pour que la mythologie, les légendes, l'histoire, les savoirs, la tikanga (coutume), les philosophies et la spiritualité soient organisés, préservés et transmis d'une génération à la suivante. [Elle] constitue le cœur du mātauranga (savoir) maori traditionnel ».
L'anthropologue Sir Apirana Ngata distingue différentes sortes de whakapapa, plus ou moins détaillées et utilisées ainsi lors de différentes fonctions sociales. La plus simple et la plus courante est la tararere, qui relate une lignée unique reliant une personne à un ancêtre significatif, sans mentionner de branchements. La tātai hikohiko est une généalogie abrégée, qui mentionne les principaux ancêtres d'une personne et omet donc certaines générations. La whakamoe inclut les noms des épouses et époux des ancêtres, et donc les mariages reliant cette lignée à d'autres lignées. La tāhū relate les principales lignées de descendance d'un ancêtre commun d'une tribu (iwi) ou de plusieurs tribus. La whakapiri vise à établir le lien de parenté entre deux personnes, en retraçant leurs lignées vers un ancêtre commun, et en établissant ainsi la relation de séniorité entre eux : Si les deux personnes sont d'une même génération, l'une sera néanmoins issue d'une branche aînée de cette ascendance commune, et l'autre d'une branche cadette. L'invocation de la whakapiri peut servir à rappeler une histoire commune à deux tribus, une alliance ancestrale par le mariage...

## Whakapapa et cosmogonie
La whakapapa est fondamentale dans la cosmogonie traditionnelle maori. Dans la mythologie, la généalogie commune aux êtres humains débute généralement par la mention de Te Pō, les ténèbres originelles. Suivent Te Kore (« la source primordiale, le potentiel ») et Te Ao (la lumière). Ranginui et Papatūānuku (le ciel-père et la terre-mère) précèdent les dieux de la nature et les mortels, dont les êtres humains. 
Le culte des héros légendaires ancestraux s'intègre à ces généalogies. Y figurent ainsi, à différentes places selon les tribus, les personnages de Māui et de Tāwhaki, leur ascendance et leur descendance. Les légendes leur attribuent « l'apport de bienfaits à l'humanité, par exemple en ralentissant le soleil pour qu'il y ait le temps pour travailler, la création du feu et le soulèvement de la terre hors de la mer ».

## Usage

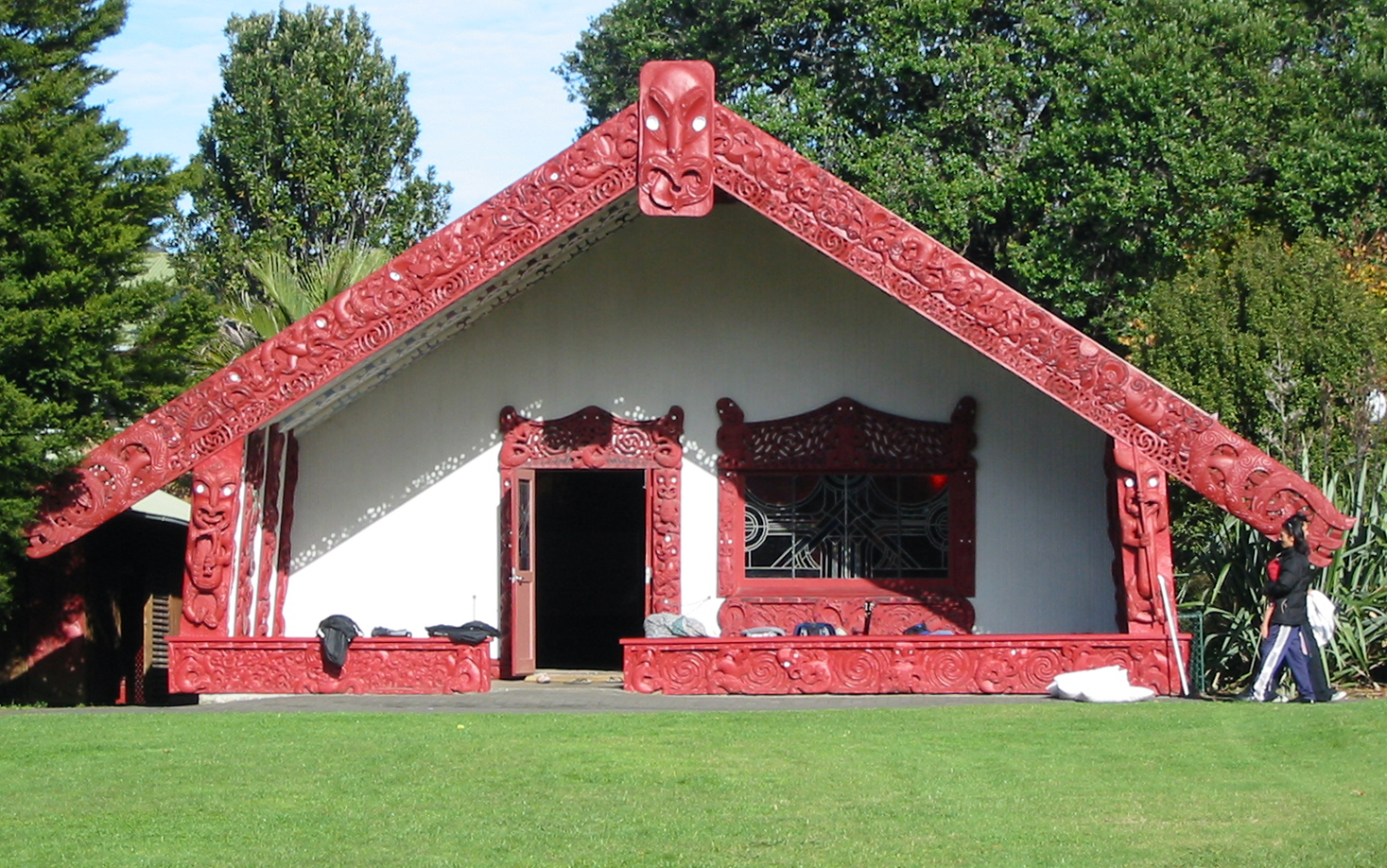
Le wharenui au marea de Waipapa, à Auckland. Les gravures sont des représentations généalogiques et mythologiques.

La récitation de généalogies s'accompagne souvent de waiata (chants) et de kōrero (récits) pour en clarifier le sens et l'importance. Les experts en whakapapa d'une tribu s'appuient traditionnellement sur une rākau whakapapa, une cane gravée pour indiquer les différentes générations. La généalogie permet à une tribu de faire valoir ses droits ancestraux (take tipuna) aux terres. Au XIXe siècle, avec l'introduction de l'écriture par les missionnaires puis par la colonisation britannique, les généalogies sont retranscrites par écrit. Le premier manuscrit de whakapapa est ainsi rédigé par Āperahama Taonui, de la tribu Ngapuhi, en 1843, et relate quelque 350 noms sur une quarantaine de générations.
La wharenui, bâtiment au cœur du marae d'une communauté, retrace par des gravures certains des ancêtres de cette communauté. Le tekoteko, figure au sommet du fronton, représente les ancêtres anciens les plus importants, remontant à la création du monde. Viennent ensuite sur le fronton les ancêtres fondateurs de la tribu, et à l'intérieur du bâtiment, les ancêtres plus récents. 
Avant l'avénement de l'écriture, la whakapapa repose sur l'histoire orale. « Parce qu'il y a une limite à la capacité des personnes à se rappeler l'histoire orale », et parce que les généalogies sont récitées et utilisées à des fins pratiques, elles évoluent petit à petit : L'histoire détaillée de la hapū (sous-tribu) est importante pour la conduite des relations humaines au quotidien, et est donc préservée, mais l'histoire orale ne retient que certains des ancêtres plus anciens : ceux qui ont une importance pour le maintien des relations inter-communautaires et pan-tribales. D'autres « sont effacés des mémoires ».